# Bakszejka (obwód wołogodzki)
Bakszejka (ros. Бакшейка) – wieś w Rosji, w rejonie grazowieckim obwódu wołogodzkiego. W 2002 liczyła 18 mieszkańców, z kolei w 2010 populacja miejscowości wynosiła 22 osoby.